# Ca n'Amat (Cabrils)
Ca n'Amat és una masia fortificada del municipi de Cabrils (Maresme) amb una torre de defensa declarada bé cultural d'interès nacional.

## Descripció
És una masia catalogada del grup I, segons Bonet i Garí, ja que la disposició de les teulades és paral·lela a la façana principal. Conserva el portal dovellat i també les finestres gòtiques que declaren la seva època de mitjans del segle xiv. A l'interior, l'estructura de la casa té tres cossos perpendiculars a la façana i dos més com a celler, paral·lels, units amb arcs de pedra picada. L'entrada i la cuina conserven les característiques conegudes a les masies.

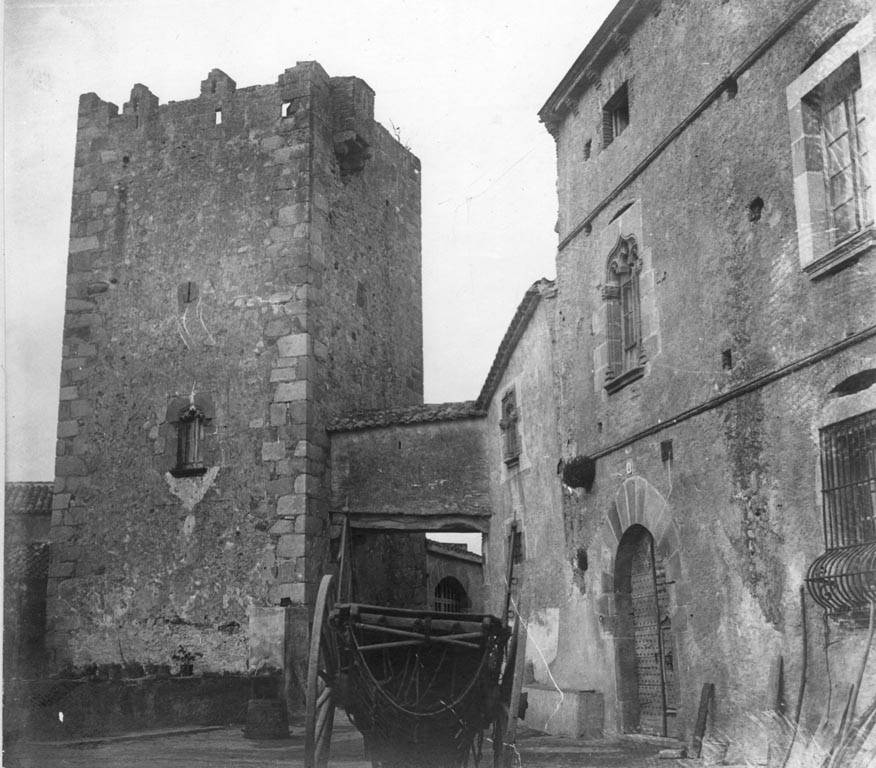
Part de la façana de ca n'Amat entre 1890 i 1923

La torre de defensa quadrada és del segle xvi. Al Maresme hi ha torres d'una igual arquitectura que senyoregen en diferents municipis. Aquesta torre separada de la casa té tres plantes cobertes amb voltes i el terrat emmerletat. La porta era a l'altura del pis, però avui té un pont de comunicació. Actualment la planta baixa té una porta que no havia existit a la primera època. L'interior podria haver tingut diferents serveis, per a les necessitats inherents al seu ús de defensa.

## Història
Per un dret de patronat d'un benefici a la invocació de Santa Maria del Roser i de Sant Joan del 1618, se'n té notícia el 1736 per Bonaventura Amat -consta al llibre I Jus Patronatus de l'Arxiu Diocesà). Foren patrons des de 1734 Bartomeu Abellà i Josep Vehils. Les propietats de la masia amb l'extensió de les terres del Pla i del Mont-Cabrer eren importants, però el decaïment de la família ha fet canviar l'aspecte del casal.
Cabrils restà integrat al terme del veí castell de Vilassar. Fins al 1820 formà part del municipi del Vilassar de Dalt, quan passà a ser municipi independent. Aquesta torre respon als atacs dels pirates a la costa catalana durant el segle xvi.